# Somniosus longus
Somniosus longus es una especie de elasmobranquio escualiforme de la familia Somniosidae.